# Stowe Pastorals (Martinů)
Stowe Pastorals, H 335 neboli Pastoraly ze Stowe Bohuslava Martinů pro dvě sopránové, dvě tenorové, jednu basovou flétnu, dvoje housle, klarinet a violoncello vznikly během listopadu 1951 (5.-25. 11.) v New Yorku.

## Části
Tento netradiční nonet se skládá ze tří vět s celkovou duratou 10 minut:
1. Poco Allegro
2. Moderato (Poco Andante)
3. Allegro poco moderato

## Popis skladby
Název skladby odkazuje na městečko Stowe (Vermont, USA), kde Martinů trávil dovolenou po ukončení vyučování na univerzitě v Princetonu. Martinů kompozici zamýšlel jako vzpomínku na letní pobyt. Je věnovaná souboru The Trapp Family. Rodina von Trapp emigrovala v roce 1939 z Rakouska, usadila se v USA a založila velice úspěšný rodinný hudební soubor. Skladatel se s rodinou setkal v hotelu v Bostonu, kam si Martinů přijel poslechnout provedení svého Koncertu pro klavír a orchestr č. 3 v podání Rudolfa Firkušného.

## Premiéra
Premiéra se konala 7. května 1952 v rámci oslav 25. výročí založení basilejské pobočky Mezinárodní společnosti pro soudobou hudbu (Internationale Gesellschaft für Neue Musik). Soubor Basilejského rozhlasu vedl Walther Geiser. Sám Martinů se provedení neúčastnil, byl v New Yorku. Skladba byla přijata poměrně kladně. Dle kritika z National-Zeitung Basel zaujala spíše „svérázným obsazením nežli tematickým obsahem, který by v určitém smyslu byl možný v časech Purcella.“ Kritik z Basler Volksblatt byl nadšen z „dráždivě muzikálního, melodického, harmonicky barevného a rytmicky živého projevu, jakož i z vysoce originálního obsazení“.
Z tohoto provedení pochází i první nahrávka Pastorel. Martinů si ji poslechl až o sedm let později, kdy mu ji ve Švýcarsku, kde od roku 1958 žil, pustil jeho přítel, ředitel Basilejského rozhlasu Conrad Beck. Provozovací materiály z premiéry se bohužel nedochovaly, jak vyšlo najevo při přípravě prvního vydání v nakladatelství Bärenreiter v roce 1959. Tehdy vyšla skladba pod zjednodušeným názvem Pastorely. Pro své neobvyklé obsazení není skladba příliš často prováděna ani nahrávána, druhá a poslední nahrávka vyšla v roce 2003 u Summit Records zásluhou klarinetistky Michele Zukovsky.

## Vydání
V roce 2015 vyšla skladba pod svým původním názvem Pastorely ze Stowe ve vědecko-kritické edici muzikoložky Jitky Zichové (Institut Bohuslava Martinů) u nakladatelství Bärenreiter (Souborné vydání díla Bohuslava Martinů IV/4, sv. 1). Pastorely jsou zahrnuty ve svazku spolu se skladbami Serenáda č. 1, H 217, Serenáda č. 3, H 218, Les Rondes, H 200 a Nonet č. 2, H 374. Svazek je opatřen detailní předmluvou a kritickou zprávou, vč. faksimile důležitých pramenů (vše v českém a anglickém jazyce).
Rukopis skladby je uložen v Centru Bohuslava Martinů v Poličce.